# Мигуров
Мигуров (укр. Мигурів) — село в Талалаевском районе Черниговской области Украины. Население — 67 человек. Занимает площадь 0,387 км². Расположено на реке Коренецкая.
Код КОАТУУ: 7425381502. Почтовый индекс: 17220. Телефонный код: +380 4634.

## Власть
Орган местного самоуправления — Коренецкий сельский совет. Почтовый адрес: 17220, Черниговская обл., Талалаевский р-н, с. Коренецкое, ул. Ленина, 10.

## История
В 1859 году на владельческом хуторе Шпаковка было 7 дворов где проживало 44 человека (20 мужского и 24 женского пола).
Мигуров образован после 1945 года слиянием хуторов: Мыгуры, Шпаковка и Писаренко